# Протитанковий рів

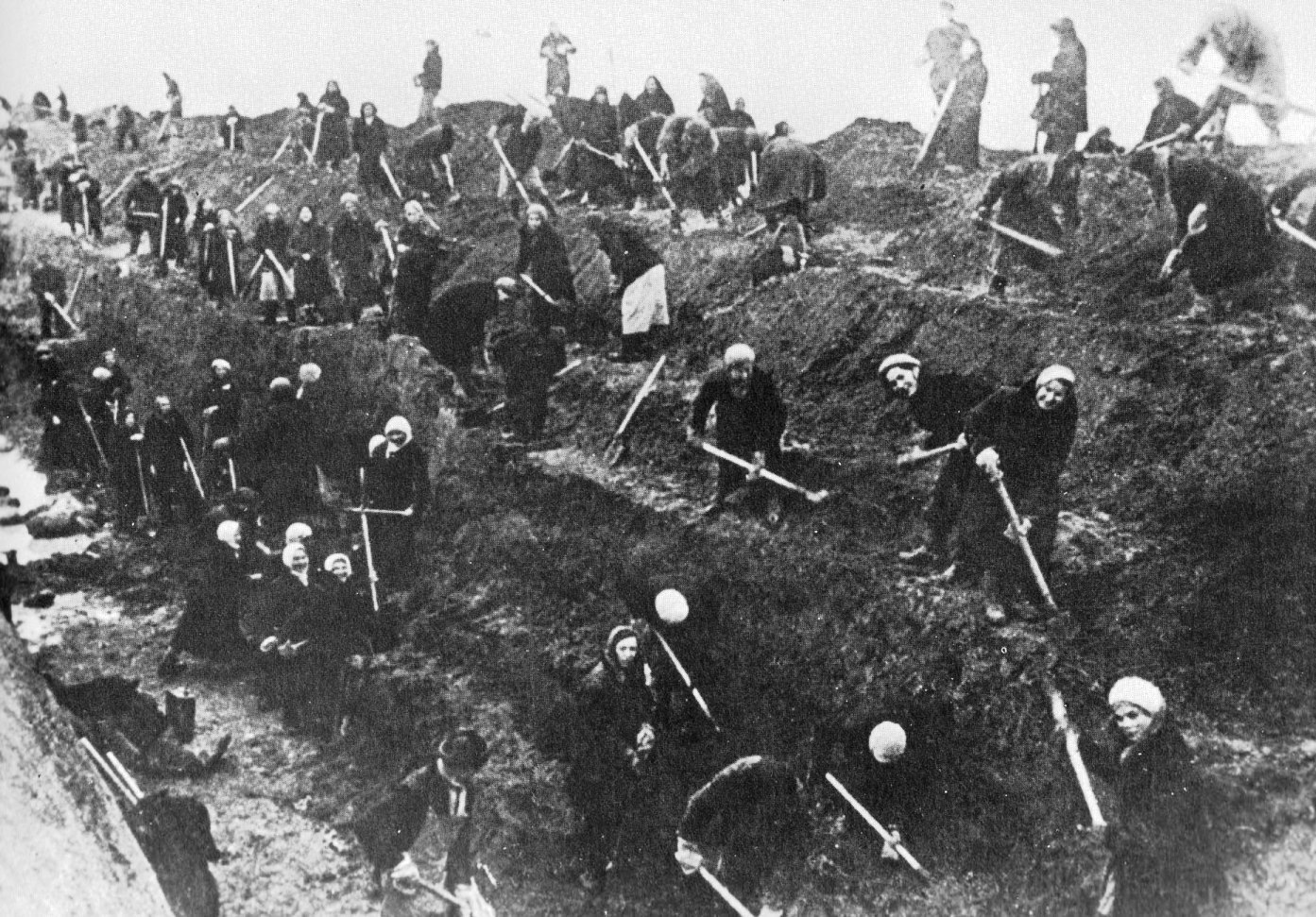
Підготовка цивільним населенням протитанкових ровів під час оборони Москви. Жовтень 1941

Протитанковий рів — рів, штучна перешкода, що має особливе значення в організації системи протитанкової оборони й призначений для посилення спроможності військ, що обороняються, з відбиття атак танків та іншої броньованої техніки противника і створення умов для їх знищення. Влаштовуються у всіх видах бойових дій об'єднаннями, з'єднаннями, частинами, підрозділами сухопутних військ самостійно, а також із залученням спеціальних інженерних підрозділів та частин і місцевого населення.
Протитанковий рів робиться з розрахунку, щоб танк не міг проїхати безперешкодно через нього, а його глибина — такою, щоб танк, потрапивши у рів, не міг з нього вибратися без застосуванням спеціальної техніки (кранів, тягачів). При влаштуванні ровів його схили, особливо ескарпова сторона, тобто сторона оборонного рову, яка звернена до противника, робиться крутого нахилу. Накреслення протитанкового рову в плані робиться у вигляді різного роду зламів, щоб можна було вести його фланкування. Довжина фасів рову не більш дальності дійсного кулеметного вогню. Вийнята з рову земля розкидається на місцевості так, щоб не створювати за ровом мертвих просторів.

## Історія
Протитанкові рови з'явилися з появою на полі бою танків, які вперше були застосовані британцями 15 вересня 1916 року в бою проти німецьких військ на річці Сомма. Зазвичай рови влаштовувались на танконебезпечних напрямках як перешкода, що значно збільшувала обороноздатність підрозділів, котрі ведуть оборону, утворюючи первісну лінію оборони. При можливості рови оснащували спеціалізованими перешкодами типу їжаків, надовбів, пасток тощо.
При влаштуванні протитанкових ровів основним засобом боротьби з бронетехнікою ворога лишалася польова артилерія, позиції якої обладнувалися таким чином, щоб у разі зупинки чи затримки танків супротивника перед перешкодою, вогнем із закритих вогневих позицій та надалі й стрільбою прямою наводкою знищити чи вивести з ладу максимальну кількість броньованої техніки.
Подальшого розвитку й практики утворення протитанкових загороджень військова наука набула за часів Другої світової війни, коли з насиченням бойових порядків воюючих сторін танками і бронетранспортерами утворення протитанкових загороджень, у тому числі ровів, перетворилося на складну систему, яка конструктивно увійшла до загальної системи оборони військ. Для протидії масованому застосуванню танків, армії протипоставляли їм ротні протитанкові опорні пункти, які об'єднувалися в батальйонні протитанкові вузли; на танконебезпечних напрямках влаштовувалися протитанкові райони з танковими засідками, рухомими загонами загороджень тощо.